# La Poule et les Poussins
La Poule et les Poussins, även kallade Groupers eller Mancel , är obebodda öar i Saint-Barthélemy. De ligger 12 km nordväst om huvudstaden Gustavia.